# Ящинский, Семён Никанорович
Семён Никано́рович Ящи́нский (1855—1920) — польский и российский учёный-анатом, хирург.

## Биография
Общее образование получил в Волынской духовной семинарии (выбыл в 1876 году, окончив 4 класса), а медицинское — в Варшавском университете, ученик М. Д. Чаусова.
В 1882 году назначен младшим ординатором в Новогеоргиевский военный госпиталь. В 1883 году приглашён помощником прозектора по кафедре анатомии в Варшавский университет, а в 1884 году назначен прозектором и преподавателем анатомии.
В 1886, 1892 и 1894 годах ездил в командировки — в Вену, Берлин, Париж, Лондон и др. для научных занятий по анатомии и оперативной хирургии.
В 1900 году избран экстраординарным профессором по кафедре хирургической патологии, а через год переведён на кафедру хирургической анатомии и оперативной хирургии. В 1904 году стал ординарным, а в 1912 году — заслуженным профессором кафедры. Одновременно с работой на этой кафедре несколько раз временно возглавлял кафедру нормальной анатомии. Кроме того, был деканом медицинского факультета и проректором университета.
В 1915 году при эвакуации университета в Ростов-на-Дону также перебрался туда и продолжил преподавание.
Область научных интересов составляла анатомия паховой области и артериальных стволов.

## Научные труды
- О раке желудка без гастрических расстройств
- О нарыве в амилоидой селезёнке (Газета Боткина, 1883)
- О lithotomia alta (Хирургический Вестник, 1887)
- Антропометрические материалы к изучению развития роста, веса и окружности груди в школьном возрасте (Варшавский Университет. Известия, 1886)
- О врождённых паховых грыжах и ущемлении их в раннем детском возрасте (Русская Медицина, 1888)
- Уклонения Arteriae Obturatoriae и их отношение к бедренному кольцу и грыже (1890, диссертация)
- Die Typischen Verzweigungsformen der Arteria hypogastrica (Journal internationale Monatsschrift, 1891)
- Уклонения главных ветвей дуги аорты и их морфологическое значение (Протоколы Русского Медицинского Общества в Варшаве)
- Об анатомических особенностях метопических черепов (Варшавский Университет. Известия, 1893)
- К строению паховой области (1896)
- Об искусственных паховых грыжах (Хирургическая летопись)
- Morphologie und Topographie des Arcus volaris sublimis und profundus des Menschen (Anatomische Hefte, 1896)
- Введение в курс общей хирургии (Варшавский Университет. Известия, 1900)
- Sur l’emploi du silicate de soude (verre liquide) comme Substance a injécter pour les préparations macroscopiques du Système Vasculaire (Anatomischer Anzeiger, 1903)